# Качественная дифференциация долгих и кратких гласных в праславянском языке
Качественная дифференциация долгих и кратких гласных в праславянском языке (также «превращение количественных различий гласных в качественные») — постепенное артикуляционное сближение гласных, приведшее к преобразованию длинных и кратких фонем в гласные нормальной долготы. Выравнивание гласных по долготе принадлежит к древнейшим изменениям в системе вокализма в общеславянский период. Это был длительный процесс, завершившийся уже в истории отдельных славянских языков.

## Квантитативное выравнивание кратких и долгих гласных [o] и [a]
Краткие монофтонги [ŏ], [ă] превратились сначала в [ŏ], который сузился, приобрёл долготу, а со временем стал артикулироваться как гласный [о], который в настоящее время функционирует во всех современных славянских языках. Долгие гласные [ā] и [ō] слились в долгом [ā], который сначала был лабиализованным гласным заднего ряда, более открытым, чем длинный [ō]. На более позднем этапе развития праславянского языка он потерял долготу и лабиализацию и превратился в [а].
| Передвижение | Праформа и соответствия в других языках |
| ------------ | --------------------------------------- |
| ă → ŏ → o    | лат. arō рус. орать                     |
|              | лат. atta рус. отец                     |
|              | лат. axis рус. ось                      |
|              | лат. acus рус. ость                     |
|              | лат. avēna рус. овёс                    |
| ō → ā → а    | лат. nōs рус. наш                       |
|              | лат. vōs рус. ваш                       |
|              | лат. dōnum рус. дань                    |
|              | лат. prō рус. пра-                      |
|              | лат. nōtiō рус. знать                   |
| *ā — *а      | лат. mater рус. мать                    |
|              | лат. frater рус. брат                   |
|              | лат. frater рус. брат                   |
| *ŏ — *о      | лат. domus рус. дом                     |
|              | лат. oculus рус. око                    |
|              | лат. procax рус. просить                |
|              | лат. octo рус. восемь                   |

## Изменение краткого и долгого гласного *e
Краткий *ĕ в праславянском языке сохранился, но на определённом этапе превратился в *е нормальной долготы и был унаследован всеми славянскими языками. Долгий *ē на славянской почве после твёрдых согласных изменился в открытый гласный переднего ряда *ä, который позже развился в *ě (ст.‑слав. вѣтръ). После мягких шипящих согласных и *j звук *ē вследствие определённых преобразований изменился в *а.

## Изменение кратких и долгих гласных *i и *u
Краткие *ĭ и *ŭ подверглись редукции, перейдя в сверхкраткие редуцированные звуки *ъ и *ь: вьдова, гость, сънъ. Долгие аналоги этих звуков изменились следующим образом: *ī превратилось в *i нормальной долготы, *ū перешло в *y. Появление сверхкратких *ъ и *ь вызвало новое противопоставление в системе вокализма: сверхкраткие фонемы — фонемы нормальной долготы.

## Квантитативное выравнивание дифтонгов
Кроме монофтонгов, процессом квантитативного выравнивание были частично охвачены также дифтонги: в силу совпадения длинных [ā] и [ō] в одном звуке [а] и кратких [ǒ], [ǎ] в звуке [о] количество дифтонгов уменьшилось. Однако под действием закона открытого слога перед следующим согласным и эти дифтонги не смогли сохраниться, поскольку в них второй компонент был неслогообразующим и закрывал слог: произошла монофтонгизация дифтонгов.